# Alexandre Garbell
Pour les articles homonymes, voir Garbell.
Alexandre Garbell (dit Sacha) est un peintre français de l’École de Paris né à Riga en Lettonie (alors dans l'Empire russe) le 26 avril 1903 et mort à Paris 20e  le 31 décembre 1970.
« Garbell aime le matin, les vastes étendues où la lumière étincelle, se brise et se dilue. Naturellement les ports, les plages, Paris seront ses thèmes et non point ses sujets… », écrit Guy Weelen. Une part de son œuvre est ainsi située à Mers-les-Bains dont il était un habitué.

## Biographie

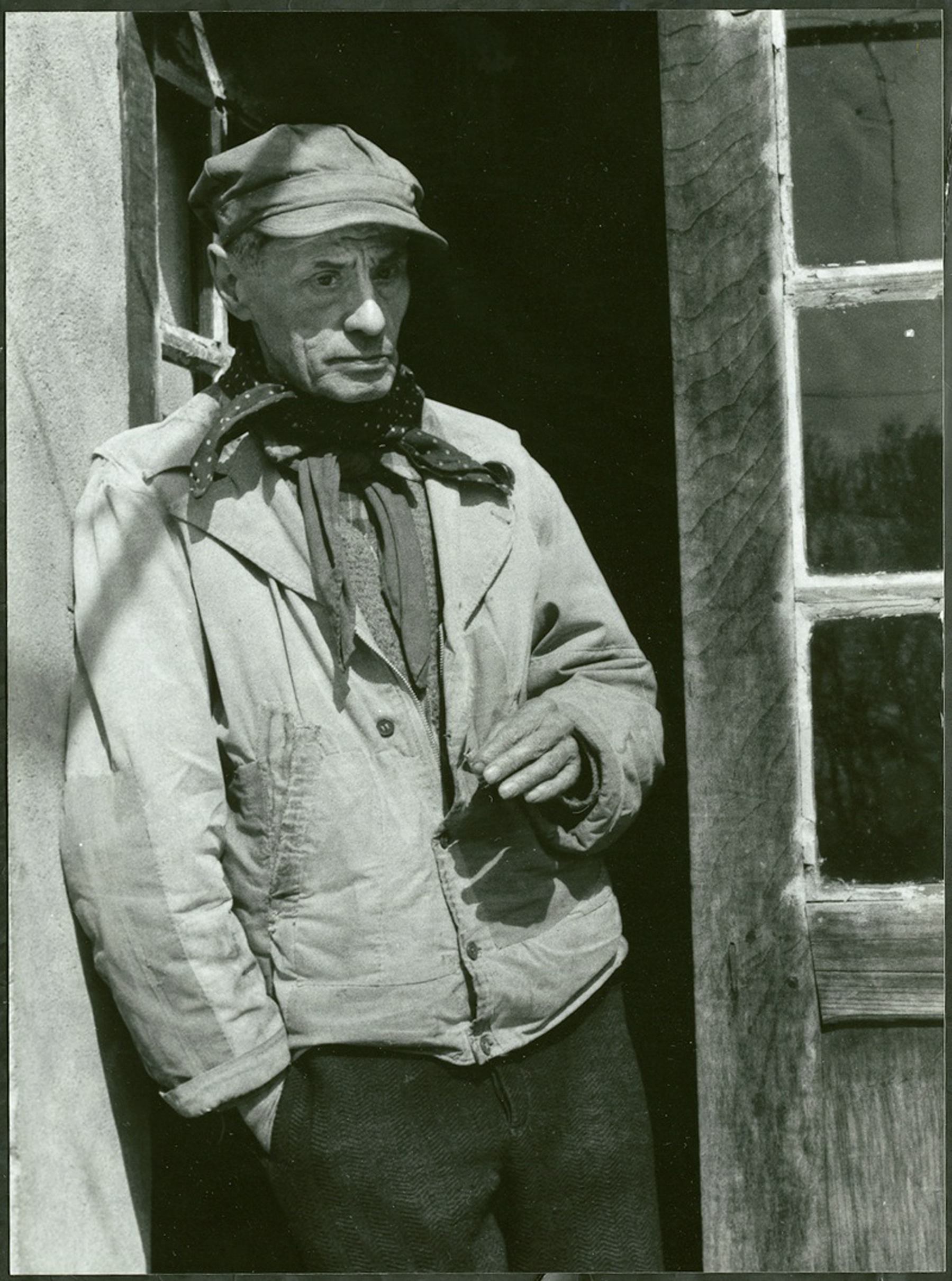
Roger Bissière.

Alexandre Garbell commence à manier les pinceaux dès l’âge de treize ans. Après avoir suivi des études à Moscou, après également s'être installé avec les siens en Allemagne et avoir suivi les cours de l'Académie d'Heidelberg, il arrive à Paris en 1923 et devient élève à l’Académie Ranson où il étudie avec Roger Bissière, y ayant pour co-disciples et amis Jean Le Moal, Alfred Manessier et Francis Gruber. Il fait donc partie de ce que l’on a appelé l’École de Paris. Mais très rapidement il travaille seul et fait preuve, à l’égard de tous les groupes et de toutes les écoles, d’une indépendance et d’une liberté qui ne se sont jamais démenties par la suite.
À partir de 1928, l’œuvre de Garbell est régulièrement présentée à Paris, dans des expositions soit personnelles soit collectives. 

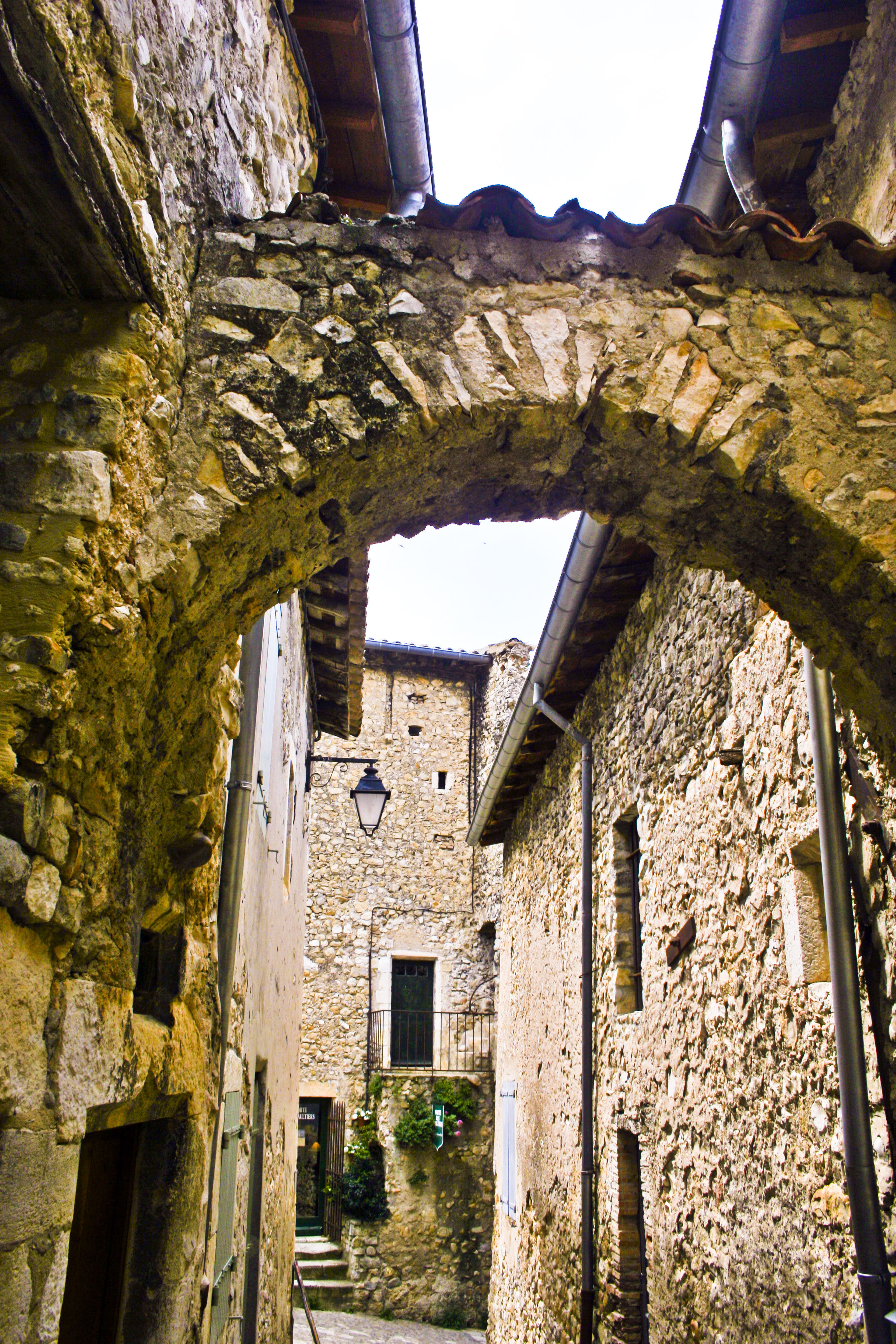
Mirmande.

Pendant l’occupation, comme d’autres peintres, (Marcelle Rivier, André Lanskoy), Garbell se réfugie à Mirmande où André Lhote a ouvert une académie libre. De jeunes artistes viennent y chercher émulation auprès de leurs pairs et conseils auprès de leurs aînés. Ainsi en est-il de Gustav Bolin ou Pierre Palué. Compétent et généreux, Garbell influence une nouvelle génération d’artistes et notamment ceux de la jeune école lyonnaise (dont André Cottavoz sera un des plus représentatifs). 

En 1946, Alexandre Garbell est de retour à Paris où il se lie d'amitié avec Paul Ackerman et expose dans de grandes galeries (Delpierre, galerie du Siècle, Pierre Loeb…)
À partir de 1960, il passe les frontières et expose à l’étranger : au Danemark, en Suisse, en Angleterre, en Italie et aux États-Unis. À l’occasion de l’exposition organisée par la « Fine arts associates gallery » à New York en 1956, un film télévisé est tourné aux États-Unis sur le thème Le peintre et son œuvre.
Garbell participe régulièrement aux salons importants en France et à l’étranger : « Salon des surindépendants », « Salon de mai » en 1950 puis de 1954 à 1961 ; « Salon des réalités nouvelles » en 1961 ; « Salon Comparaisons » en 1956, 1957, 1962 et 1963 ; également « Salon des Tuileries » et « Salon d'automne» ; « Terres latines », « Grands et jeunes d’aujourd’hui ». Le principe de cette dernière exposition est qu'un « grand » y parraine de « jeunes » peintres : en 1963, il y est « grand », Georges Feher, Gustav Bolin, Albert Bitran, Orlando Pelayo, Eduardo Arroyo et André Cottavoz étant ses « jeunes ». 
Avant de disparaître, il pourra voir l’hommage que lui rend la galerie Framond à Paris en 1970 sous le titre Garbell, quinze ans de peinture. 
Il meurt en décembre 1970 et repose au cimetière de Montry (Seine-et-Marne). Ses traits nous restent fixés grâce à une suite de portraits dus à la photographe Denise Colomb, sœur de Pierre Loeb.

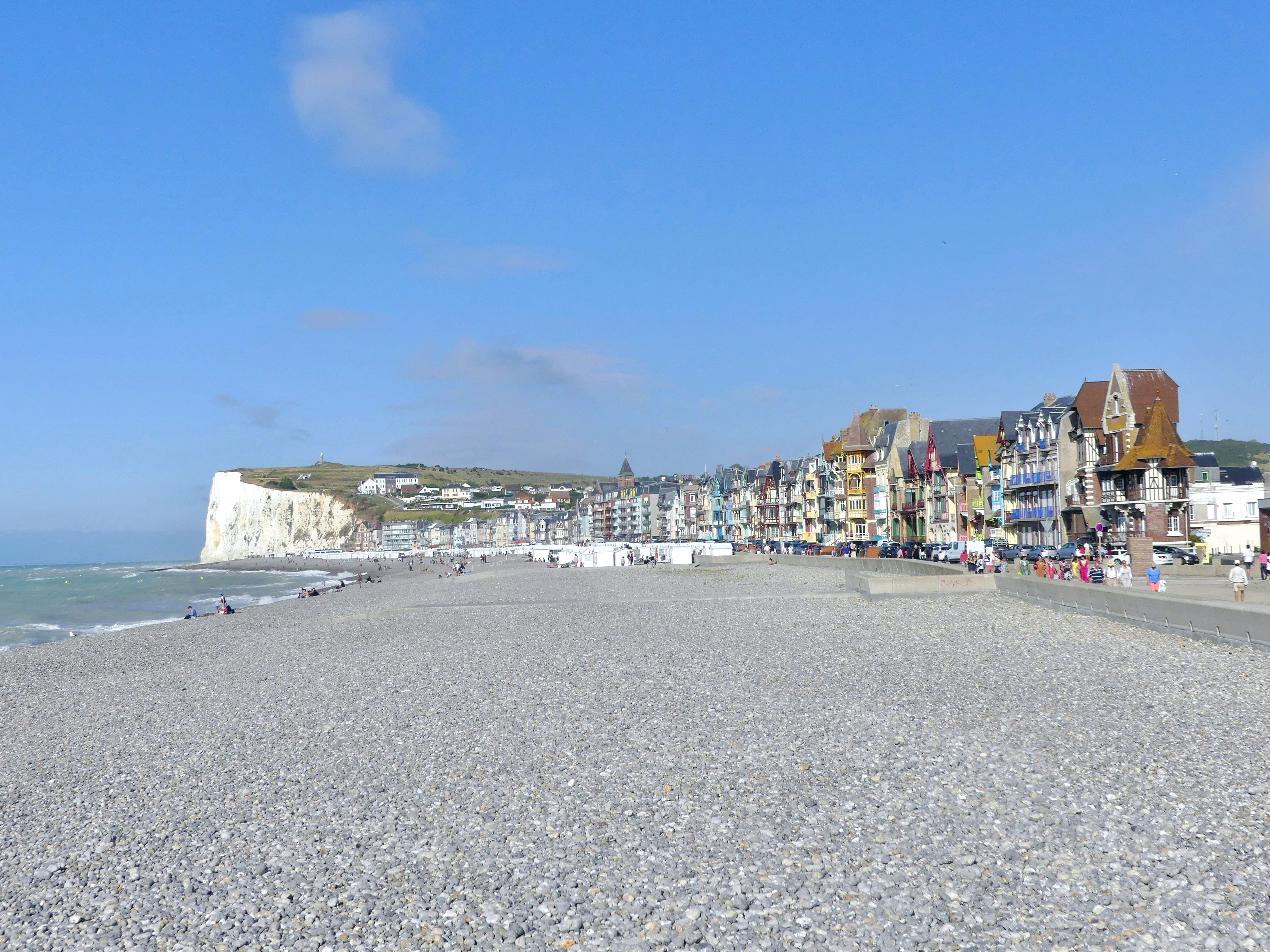
La plage et la falaise, Mers-les-Bains

Garbell a été, à un moment donné de sa carrière, tenté par l’abstraction. Mais assez vite, comme avec la plage et la falaise de Mers-les-Bains qu'il a fréquentés assidûment et qu'il a beaucoup dessinés et peints, il a dépassé l’opposition entre abstraction et figuration pour rendre compte du réel en termes de formes, de couleurs, de rythmes. La figuration risque de s’arrêter à l’anecdotique, Garbell recherche l’essentiel ; il ne représente pas, il traduit, il transpose. « Tout un secteur de la génération des peintres qui a émergé vers 1950 est issu de ses conceptions » a confirmé le quotidien Le Monde en annonçant sa disparition.
Le sculpteur Camille Garbell est le fils d'Alexandre Garbell.

### Expositions personnelles
- 1928 : galerie Catmine, Rue de Seine, Paris.
- 1928 : chez Fabre et Bénézit, Paris.

régulièrement jusqu’en 1939 : chez Jeanne Castel ainsi que chez Mouradian et Valloton, Paris.
- 1946 : galerie Delpierre, rue La Boétie, Paris, exposition organisée par Henri Bénézit.
- 1948 : galerie du Siècle, Paris.
- 1951 : Atheneum gallery, Copenhague (Danemark).
- 1952 : galerie Art vivant, Paris.
- 1954 : Galerie Michel Warren, Rue des beaux-arts, Paris.
- 1955 : Rolland, Browse et Del Banco gallery, Londres.
- 1956 : Première exposition aux États-Unis à la Fine arts associates gallery, New York.
- 1958 et 1960 : expositions galerie Pierre, Paris.
- 1960 : galerie Plaine, Saint-Étienne et galerie A, Clermont-Ferrand.
- 1961 : galerie David Findlay, New York.
- 1964 : première exposition galerie Kriegel, avenue Matignon, Paris.
- 1965 : deuxième exposition à la galerie David Findlay, New York, préfacée par Guy Weelen.
- 1966 : deux expositions intitulées « Thèmes pour la couleur » et « Naples - Les Halles », galerie Kriegel, Paris.
- 1967 : galerie Bettie Thommen, Bâle et galerie d’Eendt, Amsterdam.
- 1970 : « Garbell, quinze ans de peinture », galerie Framond, Paris.
- 1973 : crédit Français, Rue des Mathurins, Paris.
- 1974 : « Hommage à Garbell », galerie Sapiro, Paris.
- 1979 : rétrospective au musée d’Art moderne de la ville de Paris; rétrospective « Peintures 1949 – 1970 », au musée de l’État du grand duché du Luxembourg.
- 1980 : galerie Framond, présentation d’œuvres datées entre 1963 et 1970, Paris.
- 1981 : rétrospective au musée cantonal des Beaux-Arts de Lausanne.
- 1984 : galerie Framond, Paris, et galerie Quintoy green, Londres.
- 1987 : galerie Kara, Genève.
- 2004 : galerie de la Charité, Lyon[6].
- 2010 : galerie Pierre-François Garcier, Paris.
- 2012 : « Les métaphores d’un peintre » en collaboration avec la Galerie Pierre-François GARCIER (Globe et Cecil Hôtel), Lyon.
- 2022 : Espace Jacques-Prévert, Mers-les-Bains (avec la participation de Camille Garbell et Louise Graatsma)[7],[8].

### Expositions collectives
- 1928 : Salon des Tuileries, Paris[9].
- 1932 : La nouvelle génération, galerie Jacques Bonjean, Paris.
- 1942 : Peintres de Mirmande, Musée de Valence.
- 1945 : Salon des surindépendants, Porte de Versailles, Paris.
- 1946 : Hommage à Antonin Artaud, Galerie Pierre, Paris.
- 1949 : Les peintres de Mirmande, ville de Mirmande. L'art mural, Avignon.
- 1950 : Galerie du Haut-Pavé, Paris (avec Jean Bazaine, Nicolas de Staël, Maurice Estève, Charles Lapicque, Pierre Tal Coat. Expression et création, Galerie art vivant, Paris. Levende Farver au Charlotenborg museum de Copenhague. Quinze peintres, Helsinki.
- 1952 : Rythmes et couleurs au musée cantonal des Beaux-Arts à Lausanne. Malerei in Paris heute (Peinture à Paris aujourd'hui) au Kunsthaus de Zurich. Œuvres françaises contemporaines, Musée d'Israël, Jérusalem.
- 1953 : Lyrisme de la couleur à la galerie Art vivant à Paris.
- 1953-54 : exposition itinérante de peinture moderne française (French modern art) aux États-Unis.
- 1954 : Il paesaggio italiano (Le paysage italien) à Milan.
- 1955 : Le mouvement dans l’art contemporain au musée de Lausanne. France-Italie au musée de Turin. Expression et création à la galerie Art vivant à Paris.
- 1956 : « Trente peintres abstraits de l’École de Paris » à la galerie Motte à Genève
- 1957 : « Pérennité de la peinture française » à l’Athénée de Genève ; exposition à la galerie Sous-Barri à Saint-Paul-de-Vence ; Contemporary jewish artists of France, Ben Uri Art Gallery, Londres. Salon de Mai, Paris.
- 1958 : École de Paris, Galerie Charpentier, Paris. Salon de Mai, Paris.
- 1959 : « Peintres d’aujourd’hui » au musée de peinture et de sculpture de Grenoble. Salon de Mai, Paris.
- 1960 : Salon de Mai, Paris. La peinture française aujourd'hui, Association des musées d'Israël, Jérusalem.
- 1961 : « France-Italie » au musée de Turin ; « Peintres russes de l’École de Paris » à la Maison de la pensée française à Paris. Salon de Mai, Salon d'automne, Salon des réalités nouvelles, Paris.
- 1962 : Aquarelles et gouaches (avec Jean Bazaine, Marc Chagall, Roger Chastel; Georges Dayez, Maurice Estève, Alexandre Garbell, Léon Gischia, Jacques Lagrange, Charles Lapicque, Robert Lapoujade, Henri Matisse, Joan Miró, Pablo Picasso, Georges Rouault, André Dunoyer de Segonzac, Gustave Singier, Maria Elena Vieira da Silva, Jacques Villon), Galerie Cinq-Mars, Paris.
- 1963 : Galerie Cinq-Mars, Paris. École de Paris, Galerie Charpentier, Paris.
- 1964 : Œuvres récentes de Adilon, Berrocal, Bolin, Garbell, Germain, Lanskoy, Meylan, Rebeyrolle, Galerie Kriegel, Paris. Salon grands et jeunes d'aujourd'hui, Musée d'art moderne de la ville de Paris.
- 1965 : « Les peintres et la nature en France depuis l’impressionnisme » au musée d’art et d’histoire de la ville de Saint-Denis.
- 1966 : Salon grands et jeunes d'aujourd'hui, Musée d'art moderne de la ville de Paris.
- 1967 : Galerir Drouand, Paris. Salon d'automne, Paris.
- 1968 : Salon des réalités nouvelles, Paris. Lumières de l'été, Galerie de Paris, Paris.
- 1969 : French paintings since 1900, Royal Academy of Art, Londres.
- 1970 et 1974 : Rencontres, Galerie Framond, Paris.
- 1985 : Rencontres, Galerie Bellefontaine, Lausanne.
- 2007-2008 : Peintures des années 1950-60 - Eduardo Arroyo, Henri Déchanet, Jacques Doucet, Alexandre Garbell, Raymond Guerrier..., La Capitale Galerie, Paris.
- 2014 : Peintres de la nouvelle École de Paris : Anselme Boix-Vives, Jacques Busse, André Cottavoz, Jean Couty, Jean Fusaro, Alexandre Garbell, André Lauran, André Lhote, Pierre Palué, Marcel Roche, Georges Rohner, Maurice Savin, Jacques Truphémus, Claude Venard, Musée Palué, Tain-l'Hermitage.
- Février-mars 2023 : Le regard, les œuvres des années 1950-1960 - Gustav Bolin, Antal Biró, Francis Bott, Anita de Caro, Henri Déchanet, Alexandre Garbell, Maurice Ghiglion-Green, Raymond Guerrier, Jean Le Moal, Árpád Szenes…, La Capitale Galerie, Paris[10].

## Citations

### Dits d'Alexandre Garbell
- « C'est le contenu, le rythme, le "tâchage" qui me conduisent vers une justification allusive. Le tableau est, en ce qui me concerne, un espace à recréer, mais devant rester sur la surface de la toile. L'écueil de la peinture abstraite est le tapis, l'écueil de la perspective : l'illusion. Toute la difficulté est là. Le signe est un élément, non pas particulier - œil, main comme chez les primitifs - mais signe rythmique. Dans une foule sur la plage, pour prendre toujours le même exemple, les personnages ont une sorte de commun dénominateur qui devient parcelle de rythme et en se juxtaposant compose le mouvement. » - Alexandre Garbell[11]

### Réception critique
- « His experiments, inspired by a kind of lyricism, have led him to surprising and remarkable colour harmonies. » - Raymond Nacenta[12]
- « Les bruits éclatent en couleurs; les linges battent des ailes comme un envol d'anges turbulents; des odeurs virent au pourpre en s'étalant, d'autres s'aiguisent jusqu'au jaune citron; le soleil agrippe les passants, fouaille les magasins, efface les tatouages de l'ombre qui se reforment aussitôt; la foule percute sur les façades, ricoche sur les trottoirs, coule sur la chaussée, hache les voitures, déchiquette l'air. Tout grouille, ruisselle, résonne, exhale. Par l'art du peintre, notre sensation de la rue s'élève jusqu'à sa vérité originelle, qui est intensité de présence. On comprend que l'exhortation éclate en exultation. » - René Berger[13]
- « Garbell était un peintre visuellement vorace. C'est le terme même qu'il employait à son propos... Cette voracité le poussait devant tous les spectacles, non point pour exalter les aimables frémissements des sens, mais pour arracher les choses aux systèmes de rapports dont elles sont par habitude enrobées, pour faire jaillir l'inattendu, l'instant éblouissant ou l'instant fatal où tout à coup elles se transforment ou se révèlent. » - Guy Weelen[14]
- « Cette peinture généreuse, ces formes modelées en pleine pâte transposent la nature dans une sorte de lyrisme coloré appartenant en propre à cet artiste qui avait choisi à vingt ans de s'établir à Paris. » - Gérald Schurr[15]
- « Des taches de couleurs, démultipliées en myriades de touches complémentaires, des aplats en matière, des coulures brusquement vrillées, un dessin qui dompte une matière sensuelle, la peinture est là. Dans cette véhémence, il y a toujours de la discipline. Garbell sait où il va. Son œil aigu ne laisse rien échapper des plages, des marchés, des rues de Naples où le linge qui sèche flotte comme drapeaux au vent. Éclats de lumière qu'il piège dans un espace suggéré par les masses et leur suggestion vide. Sa vision est rapide et sa transcription doit garder cette impression de fugitive fraîcheur, tout en s'accompagnant d'une permanence de l'image qui exalte les apparences. » - Lydia Harambourg[6]
- « Garbell était un iNdépendant viscéral. S'il s'est tenu en dehors de tous les courants, abstrait sans l'être, réel sans l'être, il s'y est tenu très près pour y butiner, s'en enrichir au service de sa propre exploration picturale. D'une certaine façon, Garbell vivait avec sa peinture sa propre initiation au monde. Il était à la fois un homme d'ordre et d'imaginaire. » - André Parinaud[16]
- « Garbell aura été pour certains peintres de ma génération l'un des aînés immédiats que nous aurons aimés et respectés... Il aura su rester fidèle, contre vents et marées, à la haute idée qu'il avait de la peinture, à qui il aura toujours donné, comme il nous aura toujours donné, le meilleur de lui-même. » - Orlando Pelayo[16]

## Collections publiques

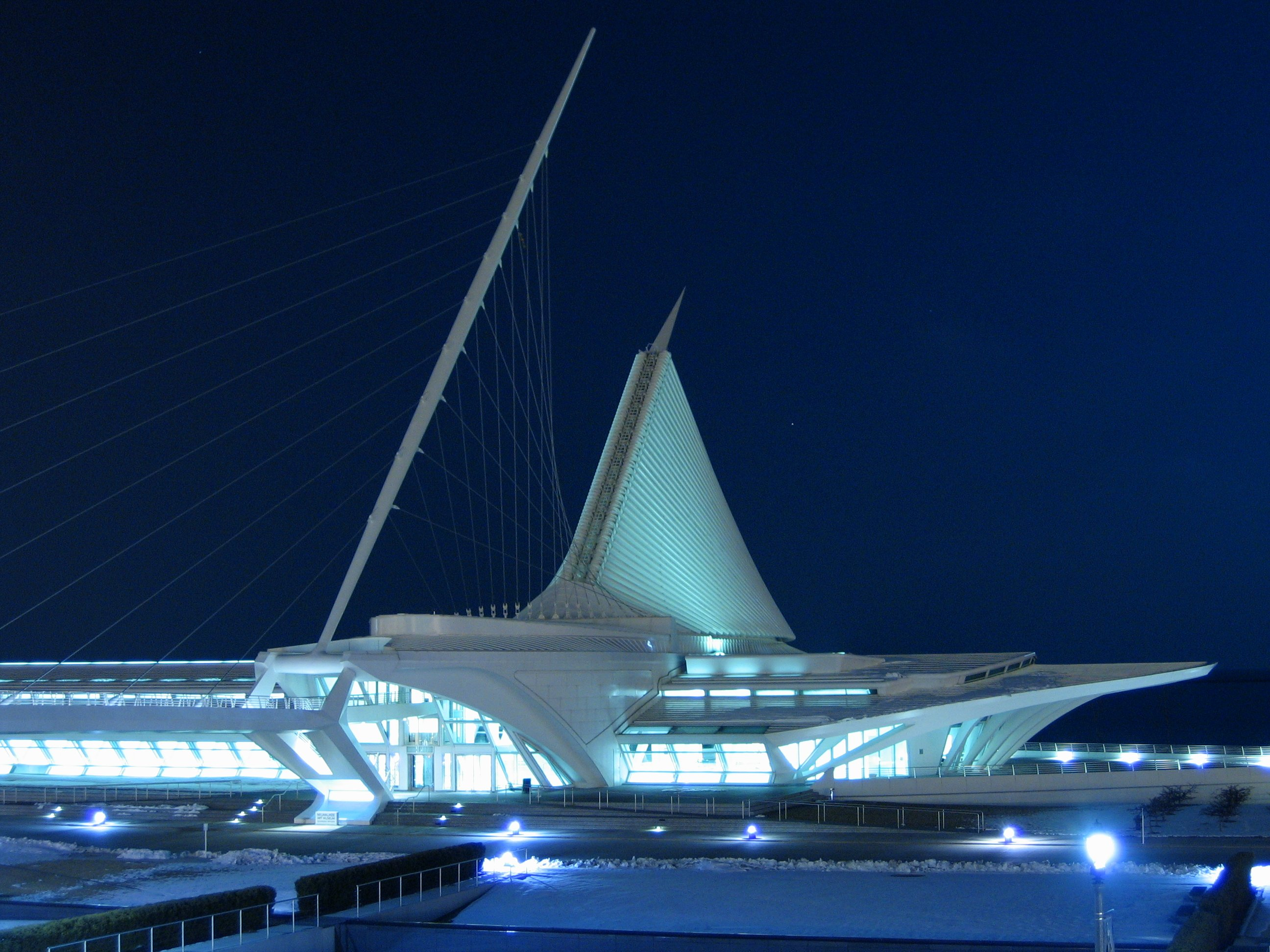
Milwaukee Art Museum.

Plusieurs grands musées dans le monde possèdent une ou plusieurs œuvres d'Alexandre Garbell :
- Luxembourg
- Pully (Suisse)
- Turin
- Musée d'Art de Tel Aviv
- Jérusalem
- Haïfa

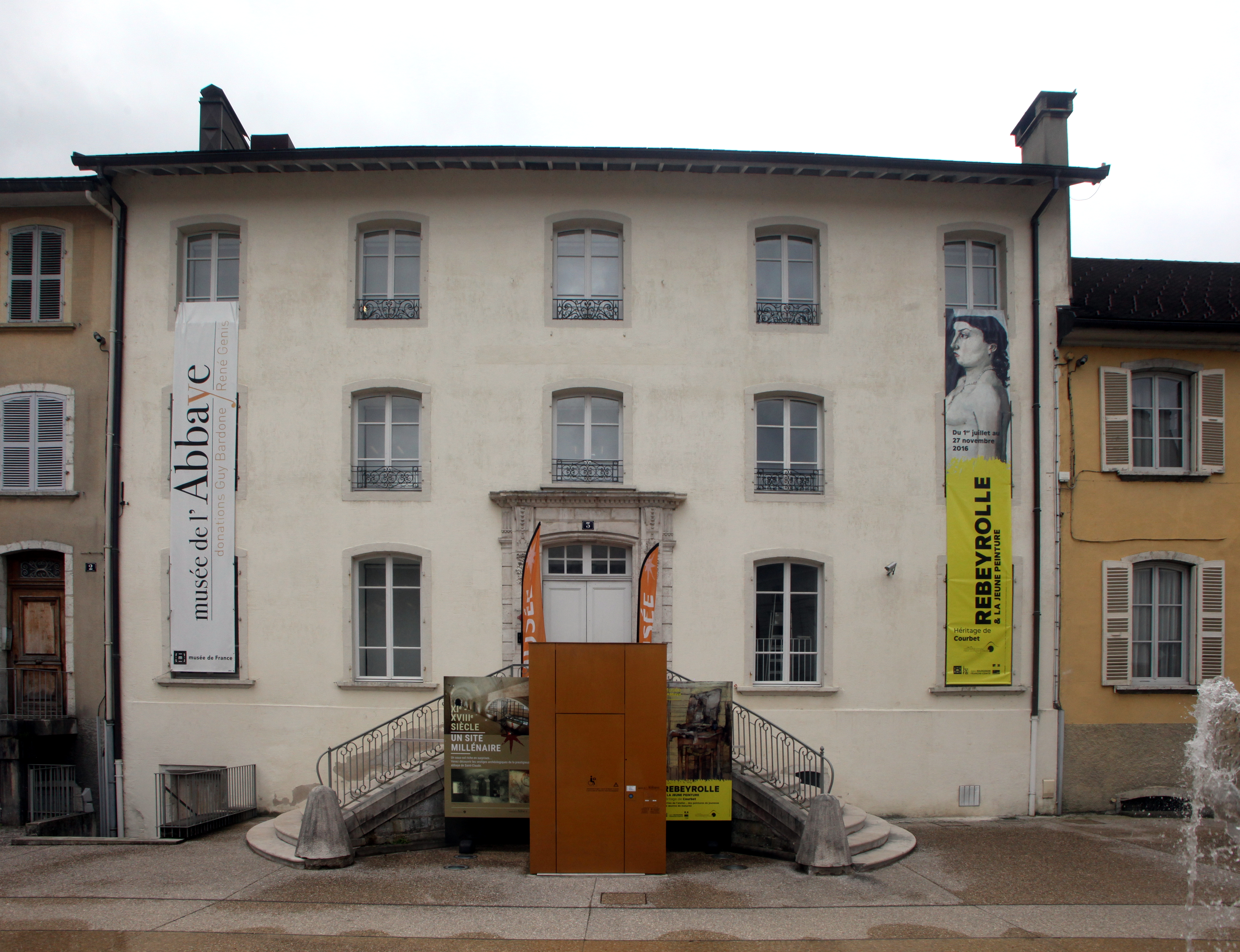
Musée de l'Abbaye, Saint-Claude.

- Musée d'art moderne de Rio de Janeiro
- San Francisco Museum of Modern Art
- Milwaukee Art Museum (Wisconsin)
- Tokyo

En France Alexandre Garbell est représenté dans les collections de :
- Musée national d'art moderne, Paris.
- Musée d’art moderne de la ville de Paris.
- Département des estampes et de la photographie de la Bibliothèque nationale de France.
- Musée de Grenoble.
- Musée des beaux-arts de Lyon.
- Mairie de Mers-les-Bains, Plage cristalline, Mers-les-Bains, huile sur toile 50x65cm, 1947[4].
- Musée de l'Abbaye de Saint-Claude (Jura).
- Musée Palué, Tain-l’Hermitage.
- Musée Simon-Segal, Aups.
- Valence.
- Fonds national d'art contemporain, Puteaux, dont dépôts : 
  - Sous-préfecture de Draguignan.
  - Mairie de Saint-Pons-de-Thomières.
  - Mairie de Saint-Sever.
- Musée d'art moderne de Troyes.

## Œuvre graphique
À la demande de l’éditeur André Sauret, Alexandre Garbell a produit des séries de lithographies pour illustrer les ouvrages :
- Œuvres d’Albert Camus
- Le soleil se lève aussi d’Ernest Hemingway (1964)